# Călărași (cidade da Romênia)
Călăraşi é uma cidade da Roménia, capital do judeţ (distrito) de Călăraşi, com 65.181 habitantes (Censos de 2011).

## População
| População do município de Călăraşi (1833 – 2011) | População do município de Călăraşi (1833 – 2011) | População do município de Călăraşi (1833 – 2011) | População do município de Călăraşi (1833 – 2011) | População do município de Călăraşi (1833 – 2011) | População do município de Călăraşi (1833 – 2011) | População do município de Călăraşi (1833 – 2011) | População do município de Călăraşi (1833 – 2011) | População do município de Călăraşi (1833 – 2011) | População do município de Călăraşi (1833 – 2011) | População do município de Călăraşi (1833 – 2011) | População do município de Călăraşi (1833 – 2011) | População do município de Călăraşi (1833 – 2011) | População do município de Călăraşi (1833 – 2011) | População do município de Călăraşi (1833 – 2011) |       |
| ------------------------------------------------ | ------------------------------------------------ | ------------------------------------------------ | ------------------------------------------------ | ------------------------------------------------ | ------------------------------------------------ | ------------------------------------------------ | ------------------------------------------------ | ------------------------------------------------ | ------------------------------------------------ | ------------------------------------------------ | ------------------------------------------------ | ------------------------------------------------ | ------------------------------------------------ | ------------------------------------------------ | ----- |
| 1833                                             | 1860                                             | 1890                                             | 1900                                             | 1912                                             | 1914                                             | 1930                                             | 1943                                             | 1948                                             | 1956                                             | 1966                                             | 1977                                             | 1992                                             | 2002                                             | 2011                                             |       |
| 860                                              | 2000                                             | 3600                                             | 8200                                             | 11000                                            | 12995                                            | 13000                                            | 18053                                            | 22000                                            | 24448                                            | 25555                                            | 35684                                            | 49727                                            | 76952                                            | 70039                                            | 65181 |